# Paraszt

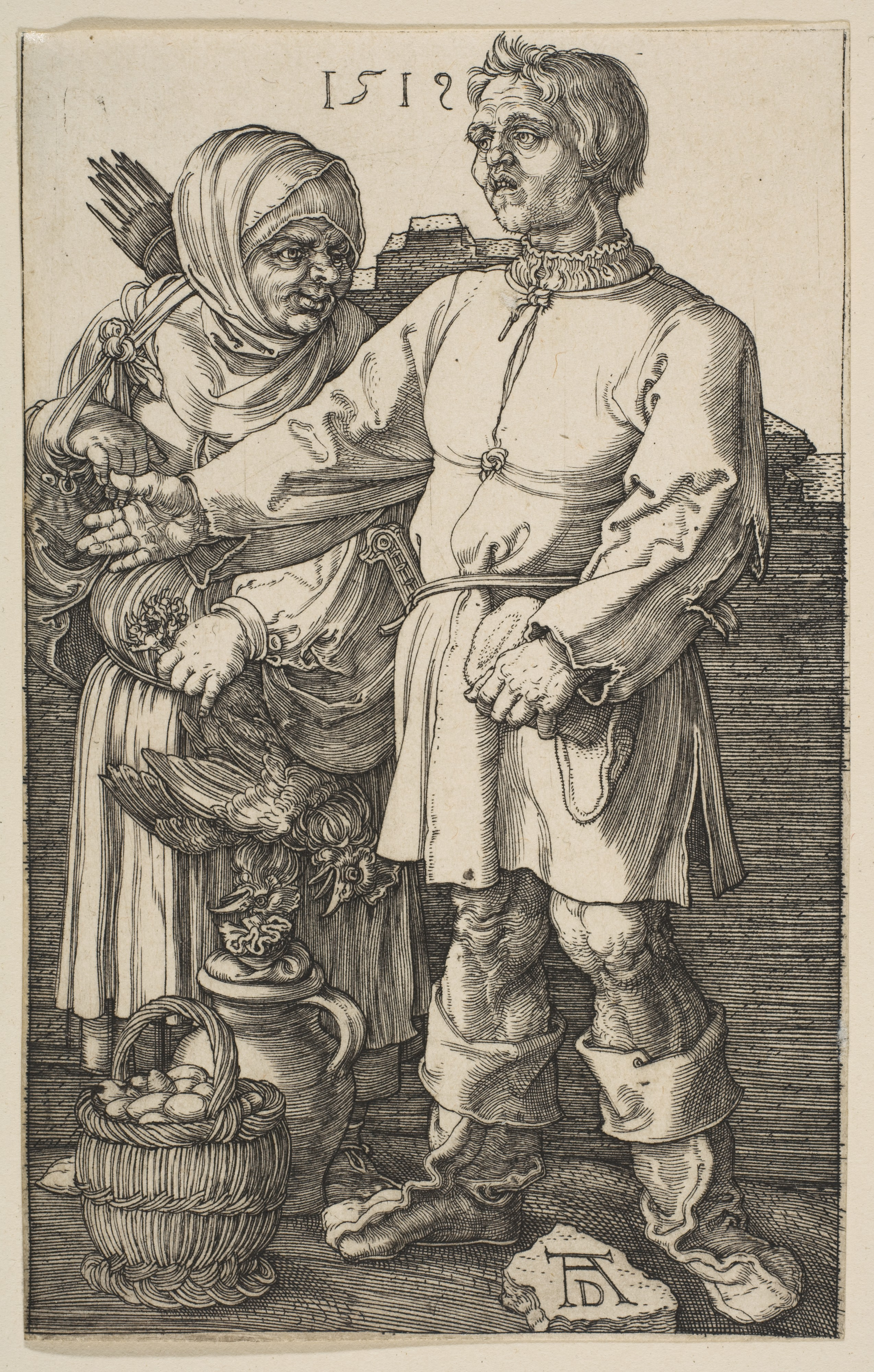
Albrecht Dürer: Paraszt és a felesége, 1512

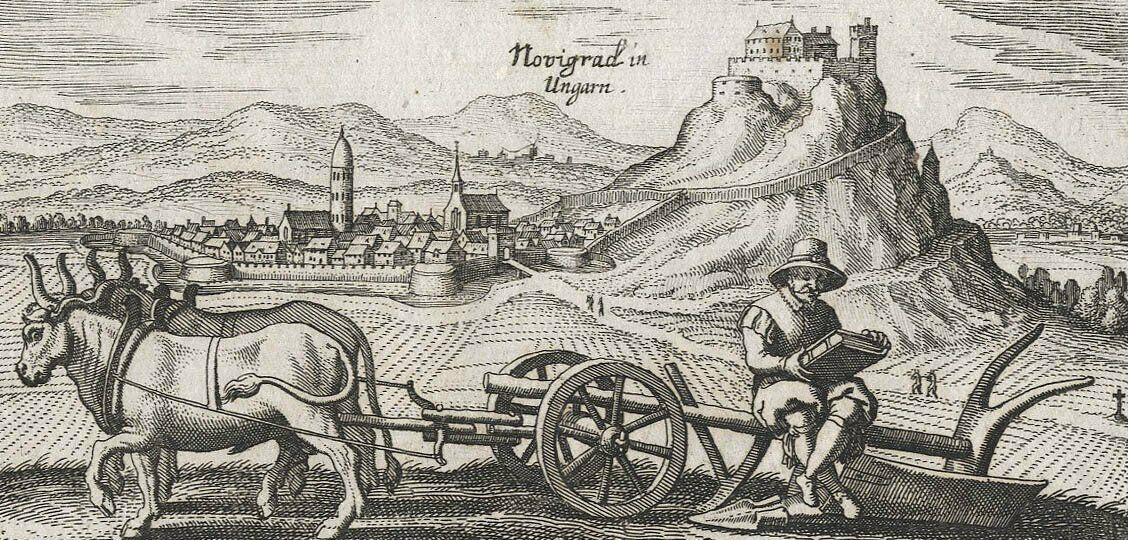
Ökrökkel vontatott ekén ülő paraszt, 1625

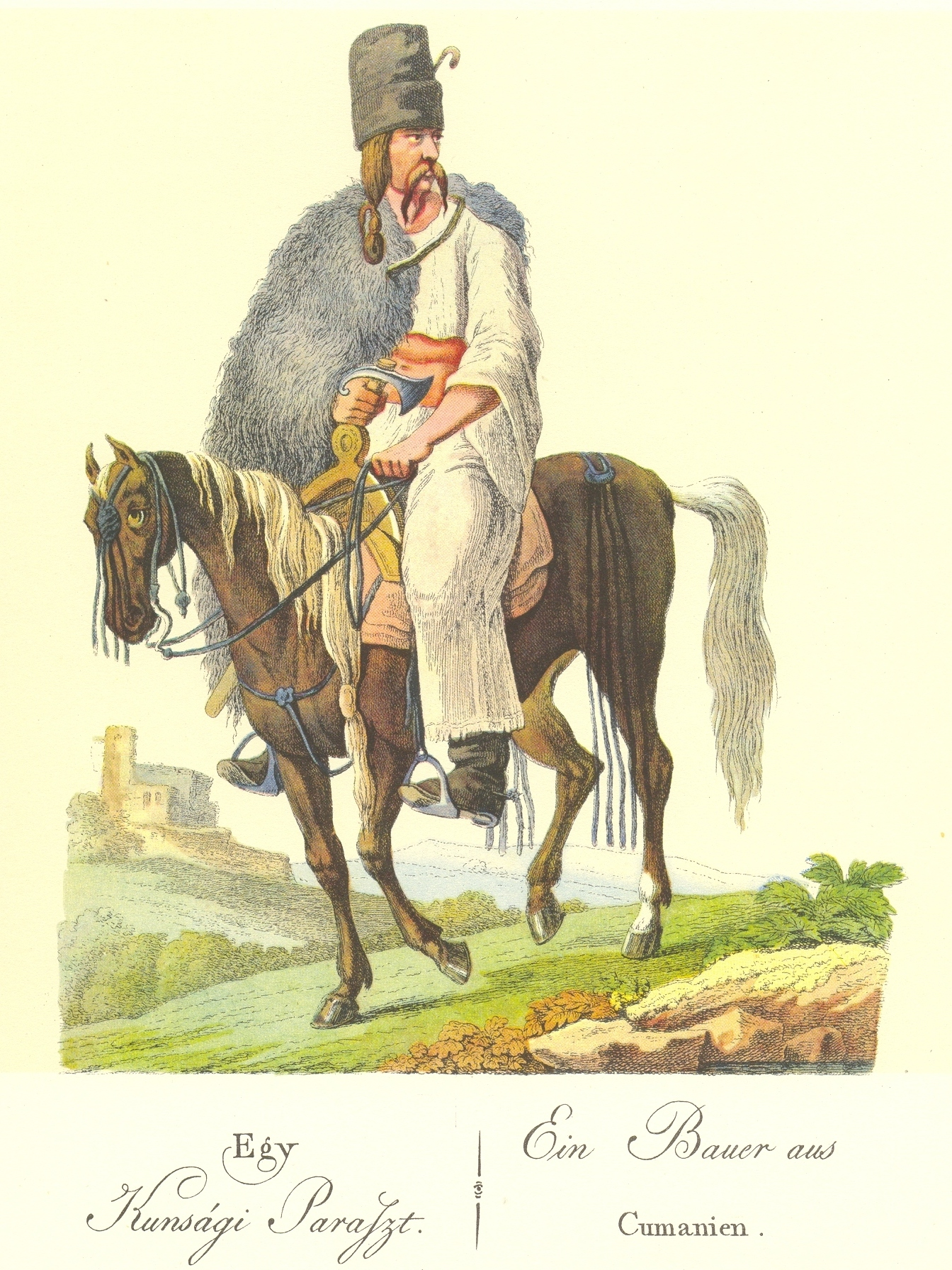
Bikkessy Heinbucher József Kunsági paraszt, színezett rézmetszet, 1816

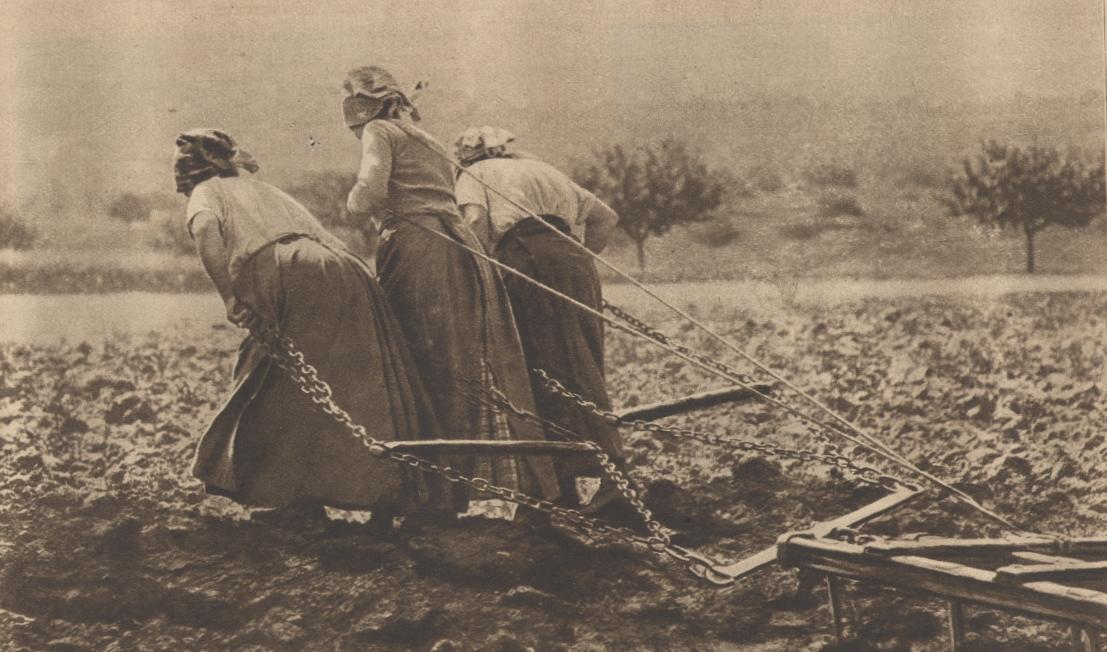
Parasztasszonyok munka közben az első világháború idején

A paraszt szónak két jelentése van, egy főnévi és egy melléknévi. A szláv eredetű szó kezdetben melléknévként jelent meg a magyar nyelvben, de később jelentéstapadással alakult ki a főnévi alakja. Nyelvjárásokban előfordul még a „paroszt”, „pariszt” és a „prosztó” változat is. Pejoratív mellékzöngéje az évszázadok során alakult ki.

## A szó eredete
A magyar nyelvbe a „paraszt” szó a szerb, horvát, illetve szlovén prost szóból kerülhetett, amelynek jelentése „egyszerű, közönséges, nyers, durva”. Eredetileg a magyarban is csak melléknévként volt használatos az eredetinek megfelelő pejoratív kifejezésként. Mai főnévi, mezőgazdaságban dolgozó fizikai munkást (agrárproletárt) megnevező jelentése csak később alakult ki.

### Szinonim melléknévi jelentései
- közönséges, mindennapi
- világi (nem egyházi)
- egyszerű művű, dísztelen (ruha, bútor, fegyver stb.)
- köznépi, nem nemes
- nyers, durva
- tudatlan, tanulatlan
- szimpla, nem teljes (virág)
- szelíd
- sovány (hús)
- esztelen, féleszű

### Szinonim főnévi jelentései
- világi személy
- megműveletlenül hagyott föld
- gyalog (mint sakkfigura) köznapi elnevezése
- köznépi, nem nemes személy
- üresen, megműveletlenül hagyott része valaminek

## A parasztság története

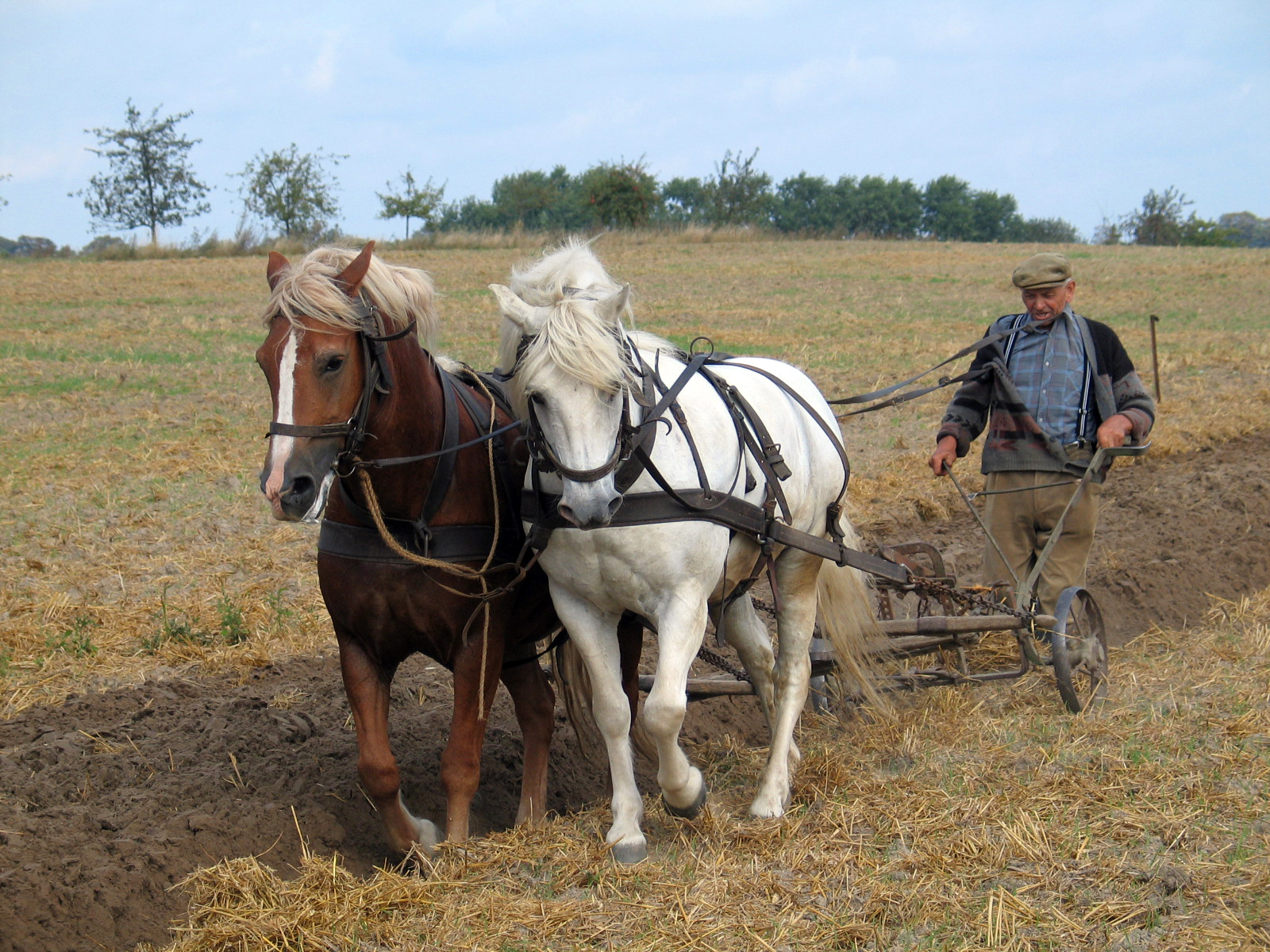
Szántás lovakkal

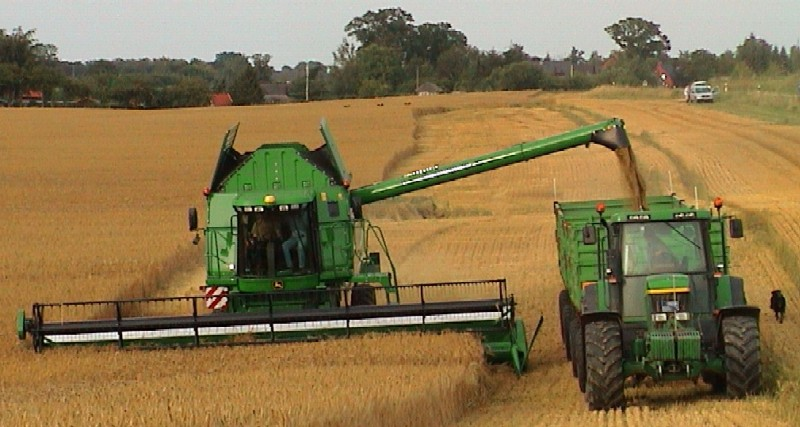
Aratás. A gépesítés és nagyüzemi gazdálkodás nagymértékben csökkentette a parasztság lélekszámát

### A jobbágyság
Feudális társadalmi intézmény, a mezőgazdasági munkát végző jobbágyok személyi függése a  nemesi rangú földesúrtól, aki közigazgatási és bírói jogosítványokkal rendelkezett a fölöttük, munkakényszert írt elő számukra saját földjén, korlátozta költözésüket. Másrészt  felügyelte a rendet és katonai védelmet jelentett számukra.

### Parasztfelkelések, parasztháborúk
- 1358-ban a francia jacquerie
- 1381-ben Wat Tyler felkelése Angliában
- 1437-ben a Budai Nagy Antal vezette erdélyi parasztfelkelés
- 1450-ben a Jack Cade-lázadás Angliában
- az 1514-es Dózsa György-féle parasztfelkelés
- az 1524–1525-ös német parasztháború
- az 1572–73-as horvát parasztháború
- az 1606–1607-es Ivan Bolotnyikov parasztfelkelés Oroszországban
- az 1735-ös Szegedinác Péró vezette felkelés
- az 1753-as Törő-féle parasztfelkelés
- az 1765–66-os nyugat-dunántúli felkelés
- az 1773-as Pugacsov-felkelés az Orosz Birodalomban
- az 1784-es Horea–Cloşca-féle parasztfelkelés
- az 1831-es kolerafelkelés
- az 1907-es román parasztháború
- az 1920-as Antonov-féle parasztfelkelés Szovjet-Oroszországban, Tambovban

## Az irodalomban
- A paraszt panaszai (Kr. e. 2100 körül keletkezett egyiptomi történet)
- Tiborc Katona József Bánk bán című színművében